# Les enfants sont rois
 (avril 2023).
La mise en forme du texte ne suit pas les recommandations de Wikipédia : il faut le « wikifier ».
Les points d'amélioration suivants sont les cas les plus fréquents :
- Les titres sont pré-formatés par le logiciel. Ils ne sont ni en capitales, ni en gras.
- Le texte ne doit pas être écrit en capitales (les noms de famille non plus), ni en gras, ni en italique, ni en « petit »…
- Le gras n'est utilisé que pour surligner le titre de l'article dans l'introduction, une seule fois.
- L'italique est rarement utilisé : mots en langue étrangère, titres d'œuvres, noms de bateaux, etc.
- Les citations ne sont pas en italique mais en corps de texte normal. Elles sont entourées par des guillemets français : « et ».
- Les listes à puces sont à éviter, des paragraphes rédigés étant largement préférés. Les tableaux sont à réserver à la présentation de données structurées (résultats, etc.).
- Les appels de note de bas de page (petits chiffres en exposant, introduits par l'outil «  Source ») sont à placer entre la fin de phrase et le point final[comme ça].
- Les liens internes (vers d'autres articles de Wikipédia) sont à choisir avec parcimonie. Créez des liens vers des articles approfondissant le sujet. Les termes génériques sans rapport avec le sujet sont à éviter, ainsi que les répétitions de liens vers un même terme.
- Les liens externes sont à placer uniquement dans une section « Liens externes », à la fin de l'article. Ces liens sont à choisir avec parcimonie suivant les règles définies. Si un lien sert de source à l'article, son insertion dans le texte est à faire par les notes de bas de page.
- La présentation des références doit suivre les conventions bibliographiques. Il est recommandé d'utiliser les modèles {{Ouvrage}}, {{Chapitre}}, {{Article}}, {{Lien web}} et/ou {{Bibliographie}}. Le mode d'édition visuel peut mettre en forme automatiquement les références.
- Insérer une infobox (cadre d'informations à droite) n'est pas obligatoire pour parachever la mise en page.

Pour une aide détaillée, merci de consulter Aide:Wikification.
Si vous pensez que ces points ont été résolus, vous pouvez retirer ce bandeau et améliorer la mise en forme d'un autre article.
Les enfants sont rois est un roman de Delphine de Vigan, paru le 4 mars 2021 aux éditions Gallimard. 

## Synopsis
Mélanie Claux est une fan de télé-réalité de la première heure, ayant par le passé échoué à devenir célèbre à la télévision grâce à l'émission Seuls dans le noir. Désormais épouse de Bruno Diore - dont elle prend le nom - et mère de famille, elle met ses deux enfants Sammy et Kimmy en avant sur les réseaux sociaux, notamment sur YouTube via la chaîne Happy Récré, où ils sont suivis par des millions d'abonnés.
Un jour, alors que les enfants font une partie de cache-cache dans leur résidence, Kimmy, âgée de seulement six ans, disparaît. S’ensuit alors la rencontre entre Mélanie et la policière Clara Roussel qui mène l'enquête sur la disparition de l'enfant, disparition qui se révèlera être un enlèvement. À travers son enquête, Clara découvre les dessous d'un monde où l'exploitation, la surconsommation et l'exposition accrue et forcée des enfants font partie dominante de leur vie. 
Huit jours après l'enlèvement de Kimmy, Élise Favart, sa ravisseuse, finit par la libérer et se rend à la justice, qui la condamnera à la prison. Kimmy est alors rendue à ses parents, mais aucune procédure n’est lancée contre Mélanie concernant les dérives qu'a pu subir Kimmy sur ses réseaux sociaux, bien qu'une loi soit votée environ un an après les faits pour encadrer les activités des enfants influenceurs. Celle-ci semble être contournée par les parents des enfants en question, dont probablement Mélanie, qui semble continuer de filmer ses enfants et de les mettre en avant jusqu'à leur majorité. 
Le récit prend ensuite abruptement place en 2031. Sammy, qui continuait jusque là d'alimenter ses réseaux sociaux de sa propre initiative, supprime inopinément tout compte ou contenu lui étant lié - exception faite d'Happy Récré, toujours gérée par Mélanie - et contacte un psychiatre nommé Santiago Valdo. Ce dernier parviendra à la conclusion que Sammy est atteint de divers troubles psychiatriques, dont le syndrome de Truman, lié à la surexposition et la célébrité auxquels il fut exposé très jeune. Kimmy, quant à elle, retrouve Clara pour en savoir plus sur son enlèvement, et afin notamment de pouvoir accéder à son dossier de procédure, que ses parents lui ont jusque là caché. Après la lecture de ce dernier, elle décide d'assigner ses parents en justice pour atteinte à l'image, violation de vie privée et mauvaise décision éducative, puis rejoint son frère afin qu'ils « fassent front ensemble ».
Finalement, le roman se concentre, comme à son ouverture, sur le personnage de Mélanie. Elle a, entre autres, déménagé dans le sud de la France, maintenu un succès comparable à celui d'Happy Récré et est sponsorisée par de très nombreuses marques. Ainsi, tout semble se passer pour le mieux pour elle, à ceci près qu'elle n'entretient qu'assez peu de contact avec ses enfants. Elle apprend de par la radio la décision de sa fille, et s'en retrouve abasourdie au point qu'elle n'honore pas ses diffusions en ligne pendant plusieurs jours. Son mari, Bruno, lui annonce par téléphone qu'il décide de tout arrêter à son tour. Mélanie réalise dans un premier temps qu'elle vient de perdre un de ses plus fidèles soutiens, mais finit par se persuader que « tout va bien » et que la situation va finir par s'arranger.

## Personnages

### Principaux
- Mélanie Claux : mère de Sammy et Kimmy
- Bruno Diore : père de Sammy et Kimmy
- Sammy Diore : fils de Bruno Diore et Mélanie Claux
- Kimmy Diore : fille de Bruno Diore et Mélanie Claux
- Clara Roussel : policière et procédurière

### Secondaires
- Cédric Berger : policier à La Crime et chef d'une brigade de protection des mineurs
- Élise Favart : ancienne amie de Mélanie Claux, ravisseuse de Kimmy Diore
- Santiago Valdo : psychiatre

### Figurants
Sont listés ci-dessous, à part, les personnages mentionnés une unique fois dans le récit.
- Sandra Claux : sœur de Mélanie Claux.
- Kilian : un des deux garçons de Sandra Claux.
- Richard Claux, madame Claux : parents de Mélanie et Sandra Claux.
- Jess : amie de Mélanie Claux.
- Ilian : Fils de Élise Favart
- Philippe et Réjane : parents de Clara.
- Pascal et Dédé : oncles de Clara.
- Patricia : femme de Pascal.
- Mario et Elvira : cousins de Clara.
- Eddy : grand-père de Clara.
- Madame Vedel : professeur de CP de Clara.
- Chloé : amie de Clara.
- Lionel Théry : directeur de la Brigade.
- Tom Brindisi : adolescent de 15 ans.
- Thomas : ex de Clara.

## Critiques
Ce roman a reçu de bonnes critiques, notamment vis-à-vis de son aspect « polar » et du principal sujet qu'il traite, l'exploitation d'enfants influenceurs, permettant ainsi de libérer la parole à ce sujet.

## Adaptation
Le roman est adapté en série, sous le même nom Les enfants sont rois, par The Walt Disney Company France et diffusée sur Disney+, avec Géraldine Nakache et Doria Tillier.